# Listrognathus orientalis
Listrognathus orientalis är en stekelart som beskrevs av Horstmann 1989. Listrognathus orientalis ingår i släktet Listrognathus och familjen brokparasitsteklar. Inga underarter finns listade i Catalogue of Life.